# Nederlandse kampioenschappen schaatsen afstanden 1993 - 500 meter vrouwen
De 500 meter vrouwen op de Nederlandse kampioenschappen schaatsen afstanden 1993 werd in januari 1993 in ijsstadion De Scheg in Deventer over twee ritten verreden, waarbij de 21 deelneemsters ieder een keer in de binnenbaan en een keer in de buitenbaan startten.
Titelverdedigster was Christine Aaftink die de titel pakte tijdens de NK afstanden 1992. Dit jaar prolongeerde zij haar titel.

## Uitslag
| #      | Schaatsster           | 1e      | pos  | 2e      | pos | Punten |
| ------ | --------------------- | ------- | ---- | ------- | --- | ------ |
| Goud   | Christine Aaftink     | 0.41,81 | 1    | 0.42,03 | 1   | 83,840 |
| Zilver | Herma Meijer          | 0.42,34 | 2    | 0.43,13 | 2   | 85,470 |
| Brons  | Renske Vellinga       | 0.42,87 | 3    | 0.43,36 | 3   | 86,230 |
| 4      | Anita Loorbach        | 0.43,30 | 4    | 0.43,71 | 4   | 87,010 |
| 5      | Léontine van Meggelen | 0.43,35 | 5    | 0.43,89 | 5   | 87,240 |
| 6      | Anja Bollaart         | 0.44,05 | 10   | 0.44,67 | 6   | 88,720 |
| 7      | Andrea Nuyt           | 0.44,02 | 9    | 0.45,06 | 7   | 89,080 |
| 8      | Coriene Pot           | 0.44,50 | 11   | 0.45,28 | 8   | 89,780 |
| 9      | Janine Koudenburg     | 0.44,97 | 17   | 0.46,03 | 9   | 91,000 |
| DQ2    | Janny Zonderland      | 0.44,73 | 14   | –       | DQ  | 44,730 |
| DQ1    | Marieke Stam          | –       | (DQ) | 0.44,71 | 11  | 44,710 |
| DNS2   | Carla Zijlstra        | 0.45,40 | 19   | –       | DNS | 45,400 |
| DNS2   | Barbara de Loor       | 0.43,62 | 8    | –       | DNS | 43,620 |
| DNS2   | Ingrid van der Voort  | 0.44,74 | 15   | –       | DNS | 44,740 |
| DNS2   | Tonny de Jong         | 0.44,67 | 13   | –       | DNS | 44,670 |
| DNS2   | Colette Zee           | 0.43,41 | 6    | –       | DNS | 43,410 |
| DNS2   | Lia van Schie         | 0.45,76 | 20   | –       | DNS | 45,760 |
| DNS2   | Hanneke de Vries      | 0.45,26 | 18   | –       | DNS | 45,260 |
| DNS2   | Marion van Zuilen     | 0.44,50 | 12   | –       | DNS | 44,500 |
| DNS2   | Sandra Voetelink      | 0.43,61 | 7    | –       | DNS | 43,610 |
| DNS2   | Annamarie Thomas      | 0.44,85 | 16   | –       | DNS | 44,850 |

Uitslag op en 
1987 · 
1988 · 
1989 · 
1990 · 
1991 · 
1992 · 
1993 · 
1994 · 
1995 · 
1996 · 
1997 · 
1998 · 
1999 · 
2000 · 
2001 · 
2002 · 
2003 · 
2004 · 
2005 · 
2006 · 
2007 · 
2008 · 
2009 · 
2010 · 
2011 · 
2012 · 
2013 · 
2014 · 
2015 · 
2016 · 
2017 · 
2018 · 
2019 · 
2020 · 
2021 · 
2022 · 
2023 · 
2024 · 
2025